# لالة فاطمة (سلسلة)
لالة فاطمة هي سلسلة كوميدية اجتماعية مغربية من ثلاث أجزاء، من بطولة خديجة أسد، وعزيز سعد الله. تحكي السلسلة واقع حياة عائلة مغربية بتحدياتها وأفراحها وأحزانها، وتقدم مواقف ساخرة ولحظات مرحة تخلقها شخصيات السلسلة.

## القصة
تنطلق الأحداث عندما بدأت لالة فاطمة في إعداد الحلويات المنزلية وبيعها لبعض من معارفها، ومع مرور الوقت كبر طموحها وتوسع مشروعها، حتى أصبحت تزود الأعراس والحفلات الكبرى بالحلوى التقليدية. وبما أن المرأة كانت بحاجة إلى مكان لعرض منتجاتها، قررت تحويل محل كراء الأفلام الذي كان يشرف عليه جبور إلى متجر يديره شاب يدعى زنجلان. وفي الوقت نفسه، أصبحت أسرة بنزيزي تواجه مضايقات جارة جديدة تدعى السيدة نادية، التي لا تتوقف عن إزعاجهم بمشاكلها وطبعها غير الاجتماعي، حيث لا يتحمل أحد من أفراد الأسرة سماع كلامها، ومع ذلك، لا تجد السيدة نادية حرجا في تكرار زياراتها.
إلى جانب ذلك، تلعب شخصيات أخرى دورًا مهمًا في حياة الأسرة، مثل الحاج قدور الذي كان عميد شرطة، ورغم تقاعده، لا يزال يتقمص دور المحقق داخل المنزل، ويستعين في ذلك بصديق الأسرة الشاب عوينة. أما الخادمة عيشة، فلا تنفك تقع باستمرار في مواقف محرجة تجعلها تضع العائلة في مواقف صعبة. ومن جانب آخر، توجد الحاجة الثرثارة التي لا تكف عن الحديث، مما يثير انزعاج لالة فاطمة التي تجد صعوبة في تحمل حديثها المتواصل.

## طاقم التمثيل
- خديجة أسد بدور فاطمة بناني
- عزيز سعد الله بدور أحمد بنزيزي
- محمد الخلفي بدور الحاج قدور بنزيزي
- خديجة جمال بدور الحاجة زبيدة
- أمل الأطرش بدور عيشة
- أحمد يرزيز بدور القفل
- سلمى الشدادي بدور هدى
- عثمان التقي بدور جمال
- هشام موسون بدور عوينة
- عبد القادر لطفي بدور جبور
- عائشة ساجد بدور لطيفة
- بشرى أهريش في بدور حليمة
- رضوان رشوق بدور عمر
- يوسف كارط بدور زنجلان
- سعيد باي بدور إدريس
- نجاة الوافي بدور نادية
- بسمة مصدق بدور ناريمان

## نجاح السلسلة
لالة فاطمة هي واحدة من أنجح المسلسلات الكوميدية في تاريخ التلفزيون المغربي، حيث تركت بصمة قوية في ذاكرة المغاربة. بفضل حبكتها البسيطة والشخصيات المميزة مثل لالة فاطمة والحاج قدور، تمكنت السلسلة من جذب جمهور واسع وعكست الحياة الأسرية المغربية بأسلوب كوميدي.
كان لهذا النجاح تأثير كبير في تطوير مسلسلات كوميديا الموقف في التلفزيون المغربي، حيث تبعها إنتاج عدة أعمال على نفس النمط في الكتابة والإخراج. بهذه الطريقة، أصبحت السلسلة جزءًا من التراث الثقافي المغربي، وخلدت مكانتها في ذاكرة الجمهور.

## روابط خارجية
- لالة فاطمة على موقع قاعدة بيانات الأفلام العربية
- لالة فاطمة على موقع قاعدة بيانات الأفلام العربية